# Pandektengasse

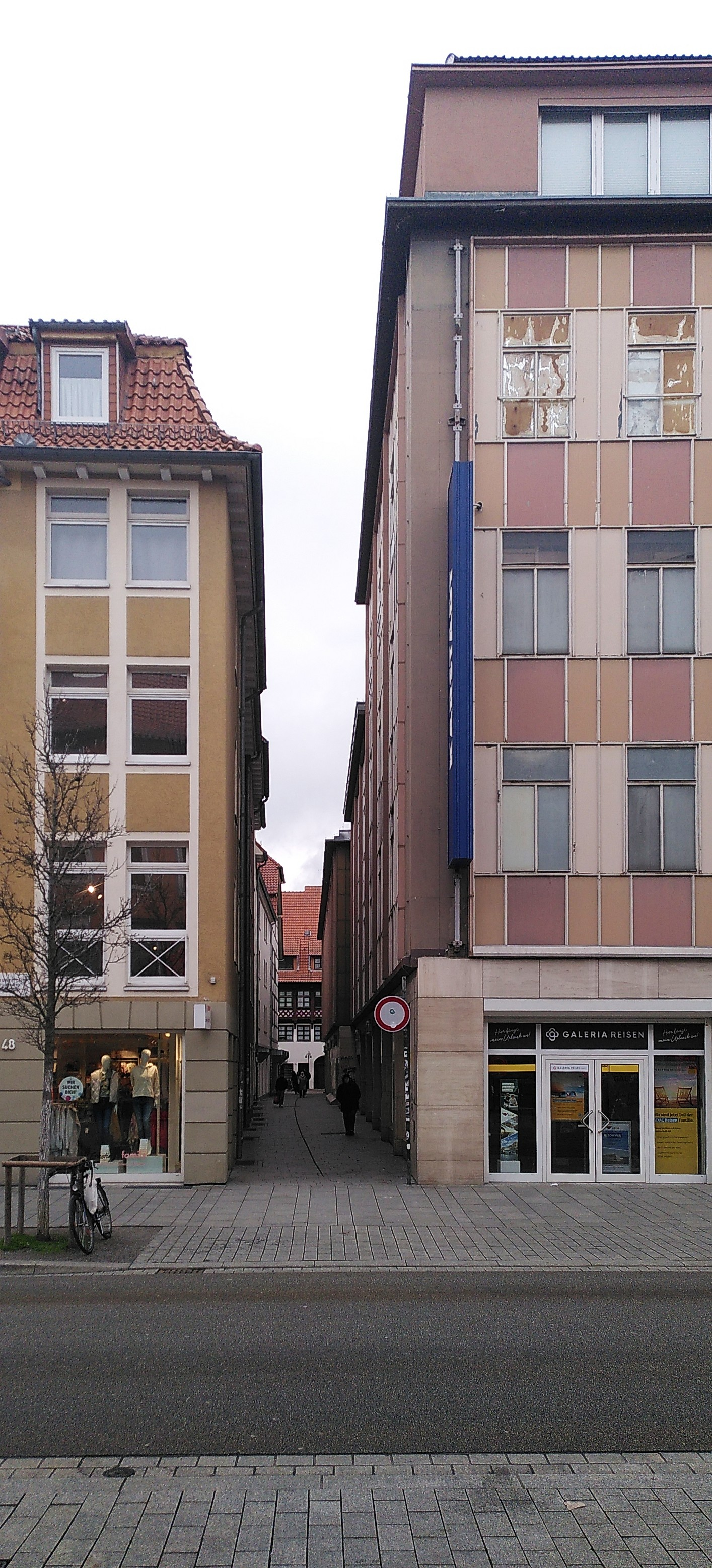
Blick von der Groner Straße nach Norden in die Pandektengasse. Links der Neubau Groner Straße 48, rechts Kaufhaus Karstadt (2025)

Die Pandektengasse ist die schmalste Straße der Innenstadt von Göttingen in Südniedersachsen. Sie ist unregelmäßig etwa 4 bis 7 m breit und verläuft auf rund 110 m Länge in Nord-Süd-Richtung zwischen Johannisstraße und Groner Straße.

## Geschichte und Beschreibung

### Ältere Bezeichnungen
Der zunächst namenlose, 1403 nur Vicus (lateinisch für Gasse), dann 1532 Stinckende Gaßen und 1731 Kleine Gaße genannte Verbindungsweg teilt den größten Baublock der Altstadt und dürfte ursprünglich als Feuergasse gedient haben. Seit dem Spätmittelalter war die Gasse an der Westseite mit 4 Buden besetzt, die später dem Nachbargrundstück zugeschlagen wurden. Noch 1734 war die Gasse in einer Stadtbeschreibung namenlos und wurde so beschrieben: „Ein enges Gäßchen von der Johannis- auf die Grohnder Gasse durch, welches unter diejenigen eben nicht zu zählen ist, so die Stadt zieren helffen.“ Ein Stadtplan von 1753 nannte die Gasse Heidelbachs Ecke. Die Bezeichnung Pandecten Gäsgen erscheint erstmals in einem Stadtplan von 1812; im Göttinger Adressbuch taucht die Bezeichnung Pandektengasse ab 1875 auf.

### Herkunft der Bezeichnung Pandektengasse
Der einzigartige Name stammte aus dem Göttinger Studentenjargon und rührt von den lateinischen Pandekten, d. h. Auszügen aus Werken der klassischen römischen Juristen. Der Name deutet noch heute darauf hin, dass im frühen 19. Jahrhundert bis etwa 1850 eine Scheune an dieser Gasse als provisorisches Auditorium (Hörsaal) für mindestens 300 Hörer zu Vorlesungen über römisches Recht u. a. von den Universitätsprofessoren Karl Friedrich Eichhorn, Georg Arnold Heise und Georg Jakob Friedrich Meister für Vorlesungen über römisches Recht diente. Heinrich Heine soll in seiner Göttinger Studentenzeit im Wintersemester 1820/21 das spöttische Gerücht verbreitet haben, dass in der Pandektengasse nachts ein Geist umgehe: Ein Student, der sich in Meisters Vorlesung zu Tode gelangweilt habe, komme nicht zur Ruhe.

### Bebauung
Die historische Randbebauung der Pandektengasse ist in der zweiten Hälfte des 20. Jahrhunderts beidseits nach und nach abgebrochen und vollständig durch Neubauten ersetzt worden, beginnend 1956 auf der Ostseite durch eine Erweiterung des Karstadt-Kaufhauses. Am südlichen Gasseneingang stand das bedeutende Eckgebäude Groner Straße 48, ein aus dem 16. Jahrhundert stammendes Fachwerkhaus, das im rückwärtigen Bereich eine Kemenate aufwies. Im Wintersemester 1805/06 wohnte in diesem Haus während seiner Göttinger Studentenzeit der spätere „Turnvater“ Jahn, woran seit 1913 (auch wieder am Neubau der der Zeit um 1980) eine Göttinger Gedenktafel erinnert. Der Gebäudeabriss 1979 konnte trotz Protesten u. a. von Göttinger Kunsthistorikern und des Niedersächsischen Heimatbundes nicht verhindert werden. Teile des geborgenen Fassadenfachwerks wurden sogleich 1979 beim Neubau des Gebäudes Johannisstraße 25 / Ecke Johanniskirchhof – in Sichtweite der Pandektengasse – wiederverwendet.

### 21. Jahrhundert
In den 2010er Jahren wurde die Pandektengasse modern neu gepflastert, wobei man die großstädtischen Granitplatten der nebenan ebenfalls erneuerten Groner Straße verwendete. Gleichwohl ist die Gasse immer wieder Ort von Verunreinigungen und Graffiti.

Das Befahren der Pandektengasse ist durch das „Verkehrszeichen 250“ für Fahrzeuge aller Art verboten.

Galerie
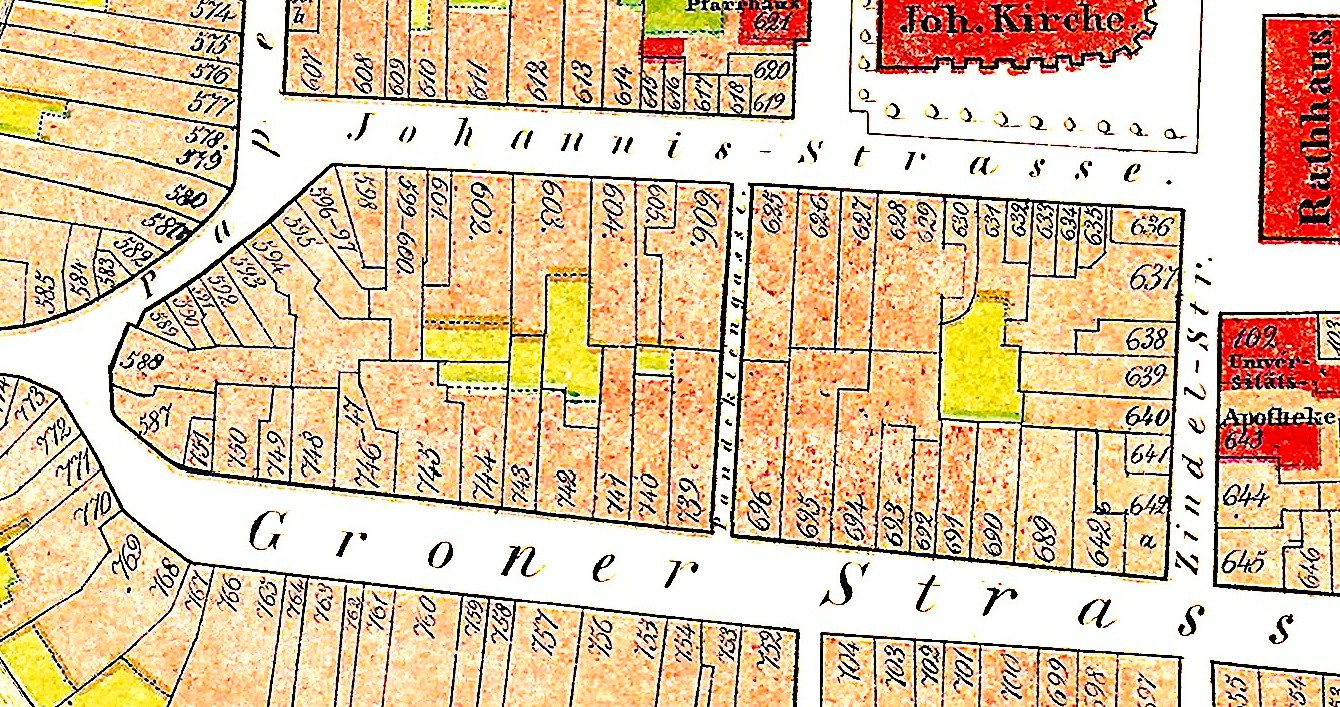
Pandektengasse im Prizelius-Stadtplan von 1861
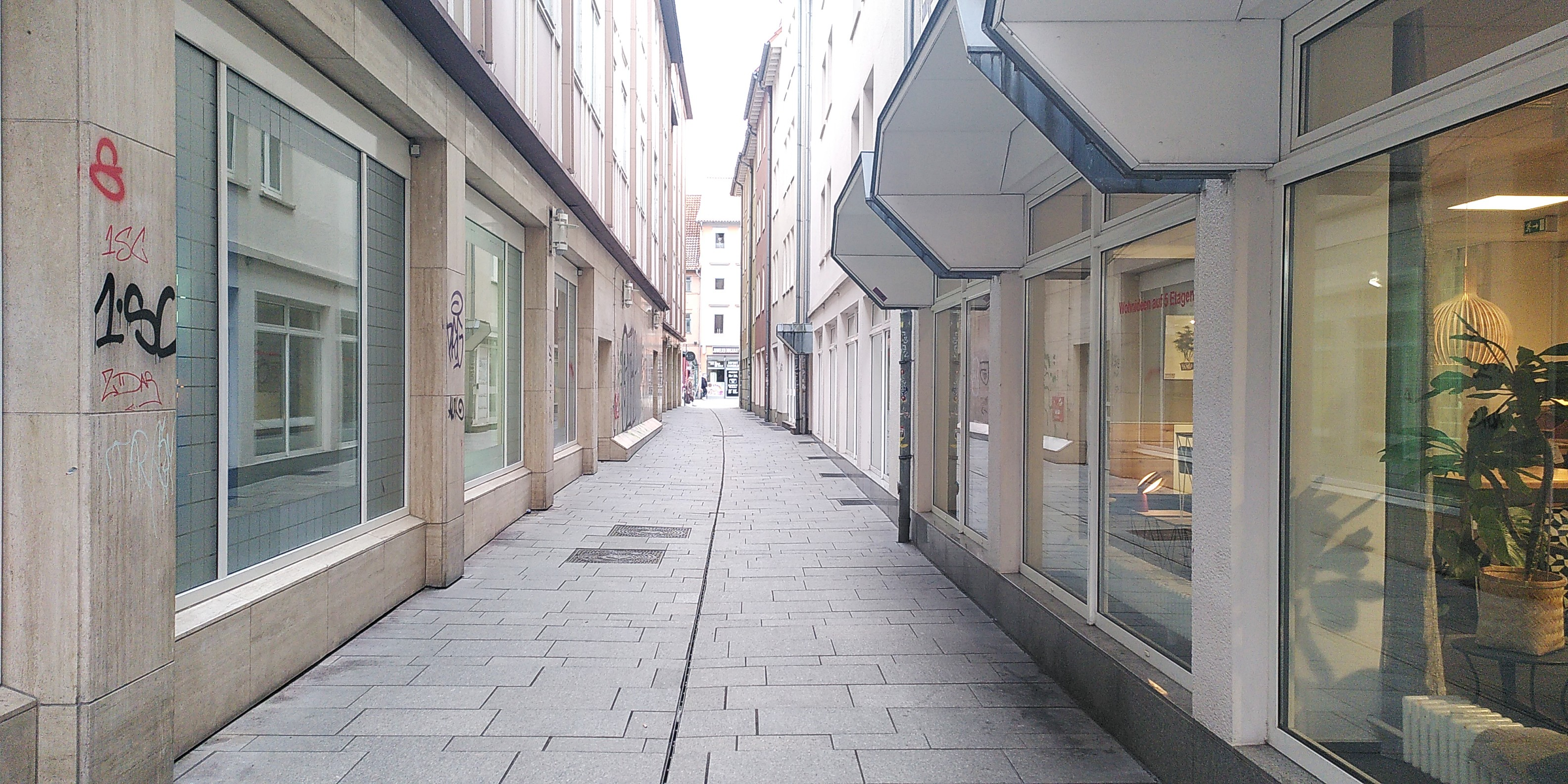
In der Pandektengasse, Blick nach Süden (2025)
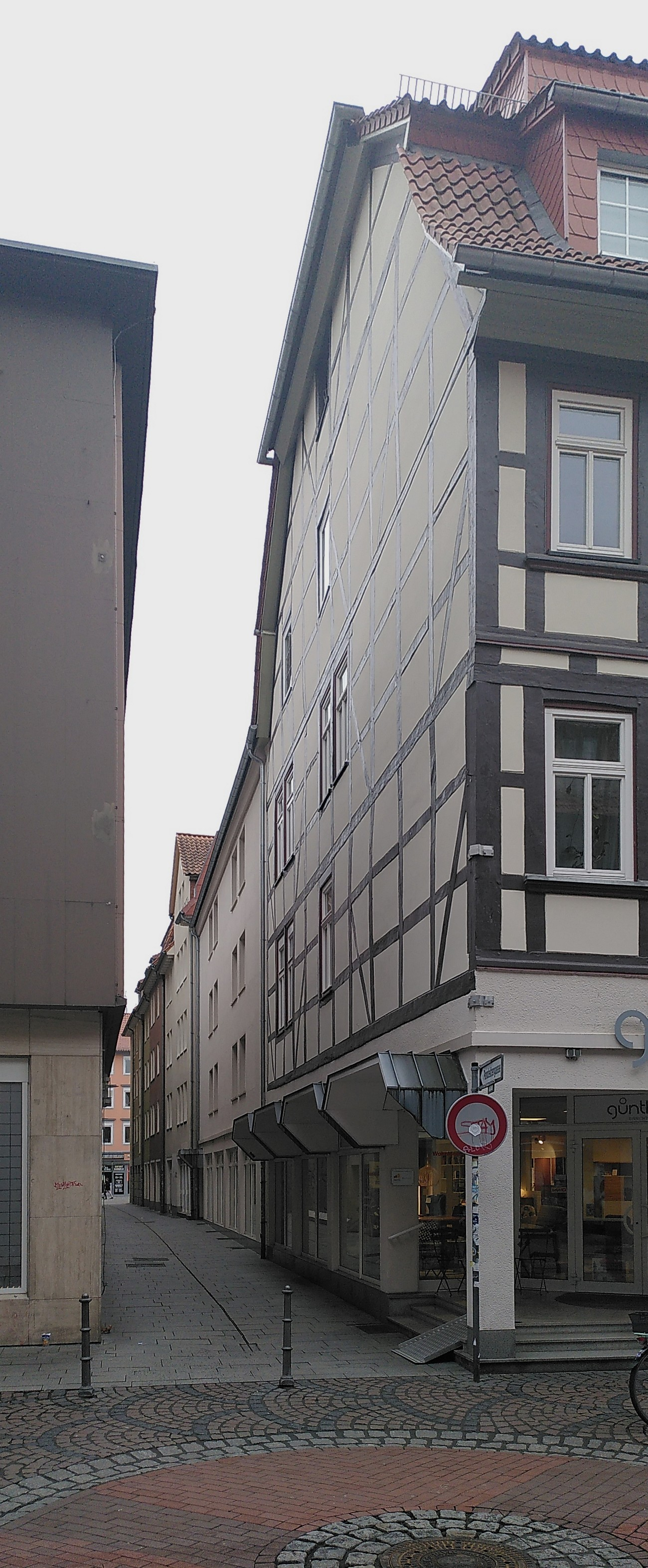
Blick von der Johannisstraße nach Süden in die Pandektengasse (2025)